# EA (앱)
EA 또는 EA 데스크톱(EA Desktop, 구 명칭: 오리진, Origin)은 일렉트로닉 아츠에서 개발한 디지털 배급, 디지털 권리 관리(영어: DRM), 소셜 네트워크 서비스제공 플랫폼이다. 사용자들이 PC나 모바일 플랫폼을 이용해 게임을 구매할 수 있도록 하며, EA 클라이언트를 통해 게임을 다운로드 할 수 있게 한다. 2013년 2월 8일부터는 맥 OS 사용자들도 EA를 이용할 수 있게 되었다.
EA는 프로필 관리, 인-게임 오버레이에서의 친구와의 채팅 및 게임 참가, 트위치TV를 통한 스트리밍 서비스, 라이브러리 공유, 페이스북, 엑스박스 라이브, 플레이스테이션 네트워크, 그리고 닌텐도 네트워크와 같은 네트워킹 서비스를 통합한 커뮤니티를 형성한 것을 특징으로 가진다. 또한 일렉트로닉 아츠는 EA의 경쟁자 격인 밸브 코퍼레이션의 스팀과 경쟁 하기 위해 2012년 3월 말부터 크로스플랫폼 지원,도전과제와 보상 시스템 추가, 클라우드 게임 저장 지원을 시작하였다. EA는 500만명이 넘은 유저들이 가입해있다.(2013년 기준)

## 구성 요소

### 오리진 스토어
오리진 스토어는 사용자가 일렉트로닉 아츠 카탈로그의 게임들을 검색하고 구매할 수 있게한다. 소프트웨어를 구매하게 되면 패키지 박스나 디스크, 시디키 등을 받는 대신에 사용자의 오리진 계정에 등록된다.
오리진은 구매 후에 소프트웨어를 영원히 유효하게 다운로드할 수 있으며, 다운로드 횟수에도 제한은 없다.

### 오리진 클라이언트
오리진 클라이언트는 유저들이 일렉트로닉 아츠에서 제공하는 게임, 확장팩, 패치 등을 다운받을 수 있게하는 셀프-업데이팅 소프트웨어다.오리진 클라이언트의 디자인은 경쟁자인 스팀과 비슷하게 디자인 되어있다. 스팀과 다르게 게임 중 인-게임 오버레이를 비활성화할 수 있다. 클라이언트와 다운로드 속도는 처음엔 안정적이지 않았지만 몇 번의 업데이트에 걸쳐 이전보다 향상되었다.

## 역사
2005년 말, EA 다운로더(영어: EA Downloader)로 시작하여 2006년 11월에 EA 링크(영어: EA Link)로 서비스 이름을 변경하고 게임의 트레일러, 데모, 특별 컨텐츠와 컨텐츠 배달 서비스를 지원하였다. 2007년 11월에는 EA 스토어(영어: EA Store)와 EA 다운로드 매니저(영어: EA Download manager)를 결합하여 서비스하였다. 2011년 6월 3일에 EA 스토어와 EA 다운로드 매니저를 통합하여 오리진으로 이름을 변경하고 ESD사업을 진행하게 되었다.

## 무료 게임 배포 중단
2019년 하반기 및 2020년부터 무료 게임 배포가 중단되었다.

## 목록
오리진에서 가능한 게임들의 목록은 아래에 있다:
- 배틀필드 1
- 배틀필드 3
- 배틀필드 4
- 배틀필드 하드라인
- 커맨드 & 컨커: 더 얼티메이트 컬렉션
- 크라이시스 3
- 데드 스페이스 3
- 드래곤 에이지: 인퀴지션
- FIFA 09
- FIFA 10
- FIFA 11
- FIFA 12
- FIFA 13
- FIFA 14
- FIFA 15
- FIFA 16
- FIFA 17
- FIFA 18
- FIFA 19
- FIFA 매니저 12
- FIFA 매니저 13
- FIFA 매니저 14
- 매스 이펙트 3
- 니드 포 스피드: 모스트 원티드 (2012)
- 니드 포 스피드: 라이벌
- 니드 포 스피드: 더 런
- 플랜츠 vs. 좀비: 가든 워페어
- 심시티 (2013)
- 심즈 4
- 에이펙스 레전드
- 제다이: 오더의 몰락 (2019)

## 같이 보기
- 스팀
- 유플레이